# 대원균
대원균(大元鈞, ?~?)은 발해의 관료이다.

## 생애
발해에서 정당성(政堂省)의 사정(司政) 지내던 그는 발해 멸망 이후 예부경(禮部卿) 대화균(大和鈞) 등과 함께 고려로 내투했다.